# مامه شا (صاحب سقز)
قرية مامه شا (بالكردية: مامەشا) هي إحدى القرى التابعة لـصاحب في ريف قسم زيويه من مقاطعة سقز، في محافظة كردستان الإيرانية.

## السكان
حسب إحصاءات سنة 2006، بلغ إجمالي السكان في مامه شا 179 نسمة وعدد المساكن 34 مسكن. لغة سكان مامه شا هي اللغة الكردية و هم من أهل السنة والجماعة والمذهب الشافعي.